# Carlo Urbino
Carlo Urbino da Crema (Crema, 1525 – après 1585) est un peintre italien maniériste formé en Vénétie dont la formation s'est complétée par un voyage à Rome.

## Biographie
En 1553, Carlo Urbino illustre le Trattato di scientia d'arme de Camillo Agrippa et constitue un répertoire de dessins décoratifs et de figures pour différents projets.
Sa première œuvre documentée de 1556 est le retable Commiato di Cristo dalla Madre pour l'église de Santa Maria presso San Celso de Milan, et des fresques pour la même église.
En 1560, il décore la chapelle du grand chancelier Taverna à  Santa Maria della Passione (un temps orné dun crucifix de Giulio Campi), et les décorations du buffet d'orgue.
Dans les années 1560, il s'associe avec Bernardino Campi, pour des projets de retables, il collabore à l'exécution de la  Trasfigurazione pour San Fedele (1565).
De ces années date l'Incredulità di San Tommaso (pinacothèque de Brera) et il fournit aussi des dessins pour les vitraux du dôme de Milan.
Dans la décennie suivante, il peint à fresque la Cappellina degli Angeli à Sant'Eustorgio, la Pentecoste dans l'église milanaise de San Marco et, avec Aurelio Luini, l'abside de l'église Madonna di Campagna à Pallanza (Verbania).
Il revient à Crema ensuite où il livre un retable au sanctuaire Sainte-Marie-de-la-Croix, et part même à Sabbioneta pour exécuter certaines fresques des six premiers livres de l'Énéide au studiolo de la résidence de Vespasiano Gonzaga Colonna.

## Sources
- (it) Cet article est partiellement ou en totalité issu de l’article de Wikipédia en italien intitulé « Carlo Urbino » (voir la liste des auteurs).